# Grã-Bretanha nos Jogos Paralímpicos de Verão de 1980
Grã-Bretanha participou dos Jogos Paralímpicos de Verão de 1980, que foram realizados na cidade de Arnhem, nos Países Baixos (Holanda), entre os dias 21 e 30 de junho de 1980.
Obteve 100 medalhas, das quais 47 de ouro.